# Supercoupe d'Italie de football 1990
Navigation
Supercoupe d'Italie 1989 Supercoupe d'Italie 1991
La Supercoupe d'Italie 1990 (italien : Suppercoppa italiana 1990) est la troisième édition de la Supercoupe d'Italie, épreuve qui oppose le champion d'Italie au vainqueur de la Coupe d'Italie. Disputée le 1er septembre 1990 au Stadio San Paolo à Naples devant 78 000 spectateurs, la rencontre est remportée par le Napoli aux dépens de la Juventus sur le score de 5-1.

## Participants
La rencontre oppose la SSC Naples à la Juventus. Le Napoli se qualifie au titre de sa victoire en championnat 1990 et la Juventus se qualifie pour la Supercoupe à la suite de sa victoire en Coupe d'Italie de football 1989-1990. La compétition étant naissante, il s'agit de la première participation de ces deux clubs. 

## Rencontre
Le club napolitain évolue à domicile et mène 2-0 dès la 20e minute de jeu. Le turinois Roberto Baggio réduit l'écart à 2-1 puis Massimo Crippa et Andrea Silenzi marque un troisième et un quatrième but ce qui permet à la SCC Naples de mener 4-1 à la mi-temps. Après son premier but synonyme de 2-0, Careca, l'attaquant brésilien de Naples inscrit celui du 5-1 et le score en reste ainsi.
La Supercoppa édition 1990 est la première et unique victoire dans cette compétition pour la Società Sportiva Calcio Napoli.

## Feuille de match
| 1er septembre 1990 | SSC Naples                                   | 5-1   | Juventus Football Club | Stadio San Paolo, Naples                      |                                               |
|                    | Silenzi 8e 45e · Careca 20e 71e · Crippa 44e | (4-1) | 39e Baggio             | Spectateurs : 78 000 Arbitrage : Carlo Longhi | Spectateurs : 78 000 Arbitrage : Carlo Longhi |

| Napoli | Juventus |

| Gardien de but | 1  | Giovanni Galli      |        |     |
| D              | 2  | Ciro Ferrara        | Averti |     |
| D              | 3  | Giovanni Francini   |        |     |
| M              | 4  | Massimo Crippa      |        | 80e |
| M              | 5  | Alemão              |        |     |
| D              | 6  | Marco Baroni        |        |     |
| D              | 7  | Giancarlo Corradini | Averti |     |
| M              | 8  | Fernando De Napoli  |        |     |
| M              | 9  | Careca              |        |     |
| A              | 10 | Diego Maradona      |        |     |
| A              | 11 | Andrea Silenzi      |        | 70e |
| Remplaçants :  |    |                     |        |     |
| M              | 15 | Ivan Rizzardi       |        | 80e |
| M              | 18 | Massimo Mauro       |        | 70e |
| Entraineur :   |    |                     |        |     |
| Alberto Bigon  |    |                     |        |     |

| Gardien de but | 1  | Stefano Tacconi     |        |     |
| D              | 2  | Nicolò Napoli       |        |     |
| D              | 3  | Dario Bonetti       |        | 46e |
| D              | 4  | Roberto Galia       | Averti |     |
| D              | 5  | Júlio César         |        |     |
| M              | 6  | Luigi De Agostini   |        |     |
| M              | 7  | Thomas Häßler       |        | 46e |
| M              | 8  | Giancarlo Marocchi  |        |     |
| A              | 9  | Pierluigi Casiraghi |        |     |
| A              | 10 | Roberto Baggio      |        |     |
| A              | 11 | Salvatore Schillaci |        |     |
| Remplaçants :  |    |                     |        |     |
| M              | 15 | Marco De Marchi     | Averti | 46e |
| M              | 16 | Daniele Fortunato   |        | 46e |
| Entraineur :   |    |                     |        |     |
| Luigi Maifredi |    |                     |        |     |